# Maulen Mamyrov
Mäulen Satymbajuly Mamyrov (in kazako Мәулен Сатымбайұлы Мамыров?; 14 dicembre 1970) è un ex lottatore kazako, specializzato nella lotta libera.

## Palmarès

### Olimpiadi
- 1 medaglia:
  - 1 bronzo (Atlanta 1996 nei pesi mosca)